# Hans Poppius
Hans Daniel Poppius, född 21 januari 1917 i Knästorp, död 20 november 1986 i Lund, var en svensk ämbetsman. Hans föräldrar var agronomen Daniel Poppius och Ragnhild Poppius, född Forsberg.

## Biografi
Hans Poppius blev student 1936 och filosofie kandidat vid Lunds universitet 1947. Han blev amanuens vid Riksräkenskapsverket 1947, extra ordinarie revisor där 1953. Han blev förste kanslisekreterare vid Ecklesiastikdepartementet 1957, budgetsekreterare där 1959 och byråchef 1960. Poppius blev byråchef vid Universitetskanslersämbetet (UKÄ) 1964 och Universitets- och högskoleämbetet (UHÄ) 1976–1981. Han var sakkunnig vid Utbildningsdepartementet 1976–1981.
Hans Poppius var styrelseledamot i Naturhistoriska riksmuseet 1965–1982, ledamot av Nordiska kulturkommissionen 1967–1971 samt styrelseledamot i Nordiska forskarkurser 1972–1983 och i Kungliga biblioteket 1979–1982. 
Han var sekreterare och ledamot i ett antal statliga utredningar, bland andra 1953 års ungdomsutredning, Stockholms högskolas förhandlingskommission, beredningen för inrättande av medicinsk läroanstalt i Umeå, 1950 års besparingsutredning, 1948 års läkarutbildningskommission, riksmuseiutredningen, farmaceututbildningskommissionen och försvarets socialdelegation. 
Hans Poppius var gift med Ulla Poppius. Paret fick tre barn. Makarna Poppius är begravda i familjegraven på Solna kyrkogård.